# ぼくたちのあそびば
ぼくたちのあそびば～平成のかけはし～は俳優の高橋健介、鳥越裕貴、ゆうたろう、井阪郁巳の4人が出演するYouTubeチャンネル。通称「あそびば」。

## 概要
2018年12月10日、テレビバ【日テレ公式】チャンネルにて期間限定番組として配信開始。視聴者からの続編希望の声が集まり、継続配信＆チャンネル設立が決定した。日本テレビとオールアバウトナビが共同で運営する。
主にボードゲームレビュー、即興芝居、2.5次元俳優としてのトークなどを概ね5分～10分程度の動画で配信している。
更新は毎週月曜日と金曜日の20時。
新型コロナウイルス感染拡大の影響により、2020年4月6日配信の動画からはリモート収録となる。
2020年7月27日配信よりスタジオ収録再開（但し以前とは違うスタジオとなっている）。
2020年10月23日、Youtubeメンバーシップが開始。
2020年12月10日、番組初のライブ配信イベントを開催。配信イベント内にてファンネーム(視聴者の呼び名)が「保護者会」と決定した。
2022年9月15日、「ぼくたちのあそびば」をモチーフにした漫画が、まんが王国で制作。『#推し☆ダン　feat.ぼくたちのあそびば』が配信開始。9月末に１週間ほどレギュラー出演者でシェアハウス企画を行った。

## レギュラー出演者
高橋健介
座り位置は右から二番目。字幕・グッズ等は青。主に司会進行や企画説明を担当。2年近くの間、レギュラーメンバーの中では唯一全収録に参加していたが、舞台稽古の為2020年10月26日配信の収録にて初欠席。番組内の企画「2.5次元裁判」ではゲストのほとんどから訴えられている。
鳥越裕貴
座り位置は右端。字幕・グッズ等は緑。「マッスル鳥越」に扮して筋トレグッズのレビューやエクササイズ紹介の企画を不定期で行っているほか、「鳥越懺悔室」では「メシア鳥越」としてゲストやレギュラー出演者の懺悔に対し「辱めエクササイズ」を用いて贖罪するなど様々な企画で体を張ることが多い。
ゆうたろう
座り位置は左から二番目。字幕・グッズ等は黄色。他メンバーに化粧を施すメイク企画、コーディネート企画が不定期で行われる。大阪ロケの際、自身も働くサントニブンノイチ大阪本店で収録が行われた。
井阪郁巳
座り位置は左端。字幕・グッズ等は紫。2019年3月1日配信回にてゲストとして初登場。それ以降も何度かゲストとして登場し、番組1周年と同時に2019年12月19日配信回から正式にレギュラーメンバーとして加入した。ゲストを架空の2.5次元舞台にキャスティングする企画「神社ミュージカル」が不定期で行われる。

## 番組タイトルについて
2回目の配信の際、番組タイトルを決める企画が行われた。5分間でタイトルを決めなければ番組側が決めたタイトル【スリーメンズる～む　のぞいちゃイヤーン】になる予定だった。現在のタイトルの「僕たちの遊び場」部分はゆうたろう、「平成の架け橋」部分は高橋がそれぞれ考案した。
3回目の配信で「子どもっぽいロゴにしたい」という3人の共通認識から、番組ロゴと共にひらがなのタイトルが正式に決定した。
2018年4月29日配信回で「平成のかけはし」部分は令和になっても変わらないことを言及した。

## ゲスト[6]
レギュラーメンバーと親交があったり、過去共演したことのある俳優が出演している。
またスケジュールの都合でレギュラーメンバーが不在の場合、2.5次元ファミリーとして過去に出演したキャストが助っ人として再度出演することもある。
日付はゲストが最初に登場した動画の配信日
|        | 配信日   | ゲスト名                                                                                           | 備考                        |
| ------ | -------- | -------------------------------------------------------------------------------------------------- | --------------------------- |
| 2019年 | 3月1日   | 井阪郁巳                                                                                           | ※番組初ゲスト               |
| 2019年 | 8月30日  | 井阪郁巳                                                                                           |                             |
| 2019年 | 10月18日 | 和泉宗兵                                                                                           |                             |
| 2019年 | 12月27日 | 後藤大                                                                                             |                             |
| 2020年 | 3月2日   | 横田龍儀                                                                                           |                             |
| 2020年 | 3月19日  | 田村心                                                                                             | ※生配信ゲスト               |
| 2020年 | 4月17日  | 田村心                                                                                             |                             |
| 2020年 | 5月29日  | 有澤樟太郎                                                                                         | ※リモート収録               |
| 2020年 | 7月27日  | 田中涼星                                                                                           |                             |
| 2020年 | 9月18日  | 伊万里有                                                                                           | ※リモート収録/スタジオ収録  |
| 2020年 | 10月19日 | 眞嶋秀斗                                                                                           |                             |
| 2020年 | 10月26日 | 横田龍儀・田村心                                                                                   | ※助っ人として               |
| 2020年 | 12月10日 | 有澤樟太郎・伊万里有                                                                               | ※配信イベント               |
| 2020年 | 12月18日 | 大平峻也                                                                                           |                             |
| 2021年 | 2月12日  | 丘山晴己                                                                                           | ※リモート収録               |
| 2021年 | 3月5日   | 笹森裕貴                                                                                           | ※初コラボ                   |
| 2021年 | 3月29日  | 橋本祥平                                                                                           |                             |
| 2021年 | 4月12日  | 長江崚行                                                                                           |                             |
| 2021年 | 5月21日  | 田中涼星                                                                                           |                             |
| 2021年 | 6月18日  | 糸川耀士郎                                                                                         |                             |
| 2021年 | 8月3日   | 田中涼星・丘山晴己                                                                                 | ※配信イベント               |
| 2021年 | 8月6日   | 高木トモユキ                                                                                       |                             |
| 2021年 | 8月13日  | PAT Company (原田優一・オレノグラフィティ・小柳心・鯨井康介)                                       | ※出張編                     |
| 2021年 | 8月27日  | 福井巴也                                                                                           | ※コラボ                     |
| 2021年 | 10月15日 | 植田圭輔                                                                                           |                             |
| 2021年 | 11月22日 | 小西詠斗                                                                                           |                             |
| 2021年 | 11月29日 | ハイスクールチルドレン （田淵累生・石橋弘毅・福井巴也・高橋奎仁・富園力也 ）                       |                             |
| 2021年 | 12月6日  | C.I.Aメンバー （阿久津仁愛・加藤諒・金井成大・ 川原一馬・木戸邑弥・坂口涼太郎・ 白洲迅・永田崇人） | ※番外編                     |
| 2022年 | 1月10日  | 阿久津仁愛                                                                                         |                             |
| 2022年 | 1月17日  | 牧島輝                                                                                             |                             |
| 2022年 | 3月7日   | spi                                                                                                |                             |
| 2022年 | 3月22日  | 糸川耀士郎、福井巴也                                                                               | ※配信イベント               |
| 2022年 | 4月8日   | 木津つばさ                                                                                         |                             |
| 2022年 | 4月25日  | 赤澤遼太郎                                                                                         | ※高橋出演ドラマ現場ツアー   |
| 2022年 | 5月30日  | 赤澤遼太郎・木津つばさ                                                                             | ※スタジオに登場             |
| 2022年 | 7月4日   | 近藤頌利                                                                                           |                             |
| 2022年 | 7月18日  | 石橋弘毅・福井巴也                                                                                 | ※スタジオに登場             |
| 2022年 | 8月1日   | 窪塚愛流                                                                                           | ※ゆうたろうドラマ現場ツアー |
| 2022年 | 8月5日   | 八木勇征                                                                                           | ※ゆうたろうドラマ現場ツアー |
| 2022年 | 8月29日  | 松島勇之介                                                                                         |                             |
| 2022年 | 9月29日  | 田村心                                                                                             | ※配信イベント               |
| 2022年 | 10月17日 | 田村心                                                                                             | ※シェアハウスで収録         |
| 2022年 | 11月28日 | 佐藤流司・石橋弘毅                                                                                 |                             |
| 2023年 | 1月6日   | 定本楓馬                                                                                           |                             |
| 2023年 | 2月6日   | 寺山武志                                                                                           | ※VTR出演                    |
| 2023年 | 5月22日  | 寺山武志                                                                                           | ※スタジオ出演               |
| 2023年 | 8月14日  | 三浦宏規                                                                                           |                             |
| 2023年 | 9月11日  | 木原瑠生                                                                                           |                             |
| 2023年 | 10月23日 | 濱田龍臣・松田凌・宮澤秋人                                                                         |                             |
| 2023年 | 11月13日 | 佐藤信長                                                                                           |                             |
| 2023年 | 12月15日 | 小南光司                                                                                           |                             |
| 2024年 | 2月19日  | 中尾暢樹                                                                                           |                             |
| 2024年 | 3月4日   | 加藤諒                                                                                             |                             |
| 2024年 | 4月22日  | 小西成弥                                                                                           |                             |
| 2024年 | 5月31日  | 萩谷慧悟・木原瑠生・吉高志音                                                                       |                             |
| 2024年 | 7月29日  | 雷太                                                                                               |                             |
| 2024年 | 9月20日  | 田村升吾                                                                                           |                             |
| 2024年 | 10月7日  | 須賀健太                                                                                           |                             |
| 2024年 | 12月13日 | 京典和玖                                                                                           |                             |
| 2025年 | 1月27日  | 加藤大悟                                                                                           |                             |
| 2025年 | 4月4日   | 鎌苅健太                                                                                           |                             |
| 2025年 | 7月7日   | 佐奈宏紀                                                                                           |                             |